# Paradise (Pensilvania)
Paradise es un lugar designado por el censo (en inglés, census-designated place, CDP) ubicado en el condado de Lancaster, Pensilvania, Estados Unidos. Según el censo de 2020, tiene una población de 1305 habitantes.

## Geografía
La localidad está ubicada en las coordenadas 40°0′22″N 76°7′20″O / 40.00611, -76.12222 (40.00623, -76.122298).

## Demografía
Según la Oficina del Censo, en 2000 los ingresos medios de los hogares de la localidad eran de $41,875 y los ingresos medios de las familias eran de $44,583. Los hombres tenían unos ingresos medios de $31,800 frente a $21,917 para las mujeres. Los ingresos per cápita eran de $18,700. Alrededor del 7.1% de la población estaba por debajo del umbral de pobreza.
De acuerdo con la estimación 2016-2020 de la Oficina del Censo, los ingresos medios de los hogares de la localidad son de $83,824 y los ingresos medios de las familias son de $96,058. Alrededor del 5.3% de la población está por debajo del umbral de pobreza.